# David Bressoud
David Marius Bressoud, né le 27 mars 1950 à Bethlehem en Pennsylvanie, est un mathématicien américain qui travaille en théorie des nombres, combinatoire et en théorie des fonctions spéciales. Il est, en 2019, professeur de mathématiques sur la chaire DeWitt Wallace au Macalester College ; il est directeur du Conference Board of the Mathematical Sciences et ancien président de la Mathematical Association of America.

## Biographie
Bressoud est né le 27 mars 1950 à Bethlehem en Pennsylvanie. Il s'intéresse très tôt aux mathématiques, et il suit, encore au lycée,  le programme d'été de la National Science Foundation d'Albert Wilansky à l'université Lehigh. Il obtient son diplôme au Swarthmore College en 1971.
Bressoud est volontaire du Corps de la paix à Antigua de 1971 à 1973, puis poursuit des études à l'université Temple,  où il obtient son Ph. D. en 1977 sous la supervision d'Emil Grosswald, (titre de la thèse : « Proof and Generalization of Certain Identities Conjectured by Ramanujan »).
Bressoud enseigne à l'université d'État de Pennsylvanie de 1977 à 1994, il y est nommé professeur titulaire en 1986. Pendant cette période, il est invité à l'Institute for Advanced Study (1979-1980), à l'université du Wisconsin à Madison (1980-1981 et 1982), à l'université du Minnesota (1983 et 1998) et à l'université Louis-Pasteur (1984-1985).

## Recherche et enseignement
Il s'intéresse particulièrement aux décompositions et, depuis sa thèse, aux conjectures et identités de Rogers-Ramanujan, et leurs liens avec l'analyse des fonctions spéciales et la théorie des représentations. Il a publié des manuels d'analyse  qui sont basés la « méthode génétique » d'Otto Toeplitz, et a également réalisé et préfacé une nouvelle édition en anglais du manuel classique d'Otto Toeplitz sur ce sujet (The Calculus - a genetic approach, Chicago University Press) en 2008.
Il s'intéresse progressivement à l'enseignement des mathématiques et à la rédaction de manuels, et passe au Macalester College en 1994, où il est maintenant professeur de mathématiques sur la chaire DeWitt Wallace.

## Prix et responsabilités
Bressoud a reçu plusieurs prix de la Mathematical Association of America  : le Distinguished Teaching Award pour la section Allegheny Mountain en 1994, le prix Beckenbach en 1999 et il a été un  George Pólya lecturer de 2002 à 2004
Bressoud a été élu président de la Mathematical Association of America en 2007 ; il en a été président-élu en 2008 et président de 2009 à 2011. En 2012, il devient membre de l'American Mathematical Society Il succède en 2017 à Ron Rosser au poste de directeur du Conference Board of the Mathematical Sciences.

## Publications (sélection)
- David Bressoud, Factorization and Primality Testing, Berlin, Springer-Verlag, 1989 (ISBN 978-0-387-97040-0, lire en ligne)
- David Bressoud, Second Year Calculus: From Celestial Mechanics to Special Relativity, Berlin, Springer-Verlag, 1991 (ISBN 978-0-387-97606-8, lire en ligne)
- David Bressoud, Proofs and Confirmations: The Story of the Alternating Sign Matrix Conjecture, Cambridge, Mathematical Association of America/Cambridge University Press, 1999 (ISBN 978-0-521-66646-6, lire en ligne)
- David Bressoud et Stan Wagon, A Course in Computational Number Theory, New York, Key College Publishing in cooperation with Springer, 2000 (ISBN 978-1-930190-10-8, lire en ligne)
- David Bressoud, A Radical Approach to Real Analysis, Washington, Mathematical Association of America, 2007 (ISBN 978-0-88385-747-2)
- David Bressoud, A Radical Approach to Lebesgue's Theory of Integration, Cambridge, Cambridge University Press/Mathematical Association of America, 2008 (ISBN 978-0-521-71183-8)
- David Bressoud, Calculus Reordered: A History of the Big Ideas, Princeton, Princeton University Press, 2019 (ISBN 978-0-691-18131-8)
- George E. Andrews, David M. Bressoud et Alayne Parson (éditeurs), The Rademacher legacy to mathematics : The centenary conference in honor of Hans Rademacher, American Mathematical Society, coll. « Contemporary Mathematics » (no 166), 1992, xxxvi+369 (zbMATH 0798.00010).
- David M. Bressoud et Alayne Parson, A course in computational number theory : The centenary conference in honor of Hans Rademacher, Key College Publishing in cooperation with Springer, 2000, xii+367.